# Christian Schachtner
Christian Schachtner (* 1984 in Pfaffenhofen a.d.Ilm) ist ein deutscher Verwaltungswissenschaftler, Betriebswirt sowie Wirtschaftsinformatiker. Seit Juli 2023 ist er Professor für Wirtschaftsinformatik mit Schwerpunkt Digitalisierung in der Verwaltung an der Hochschule RheinMain. Im März 2025 wurde er zum Vizepräsidenten für Bildung und Nachhaltigkeit der Hochschule RheinMain gewählt.

## Leben
Schachtner absolvierte ein Studium zum Diplom-Verwaltungswirt (FH) und ein berufsbegleitendes Masterstudium in Europäischem Verwaltungsmanagement an der Hochschule für Wirtschaft und Recht Berlin. Die Promotion zum Dr. rer. pol. erfolgte 2019 an der Wirtschaftswissenschaftlichen Fakultät der Katholischen Universität Eichstätt-Ingolstadt. Postgradual studierte er dort auch Erwachsenenbildung. Er studierte zudem Politikwissenschaft und öffentliches Recht an der Friedrich-Alexander-Universität Erlangen-Nürnberg.
Von Mai 2020 bis Juni 2023 war er Professor und Studiengangleiter im Bereich Public Management an der IU Internationale Hochschule. Betreute Fächer waren u. a. Nachhaltigkeitsmanagement, New Work, Verwaltungsrecht, Politik- und Verwaltungsmanagement. Zuvor war er als Führungskraft zentraler Vergabe- und IT-Abteilungen sowie Stabstellen für Organisations und Transformation in Kommunen oder für Hochschulverwaltung auf Landesebene im öffentlichen Sektor tätig.
Außerdem ist er in  Programmakkreditierungen der FIBAA Akkreditierungsagentur aktiv. Für das E-Government Kompetenzzentrum (NEGZ) ist der Sprecher des Arbeitskreises CDO-Zirkel und Mitglied im Arbeitskreis GovTech. Er ist Mitglied in der Gesellschaft für Organisation (gfo) und der Gesellschaft für Informatik (GI), und hier aktiv im Vorstand des Fachbereich Informatik in Recht und Öffentlicher Verwaltung (RVI). Außerdem ist er Beirat des DIN-Normenausschusses Organisationsprozesse (NAOrg) - NA 175 BR als gewähltes Festmitglied. Aktiv ist er außerdem als Board-Member und Reviewer in internationalen Konferenzen und Publikationstätigkeiten im Rahmen des International Academic Forum (IAFOR). Außerdem engagiert er sich bei der Vereinigung Deutscher Wissenschaftler (VDW).
Er ist außerdem wissenschaftlicher Beirat des Projekts „Erfolgsfaktoren digitaler E-Partizipation“ der Mercator Stiftung – ErLE.
Er ist Research Fellow für Digitale Prozessgestaltung und DevOps Public Data Management am Stein-Hardenberg-Institut Berlin sowie Visiting Fellow an der Universität für Weiterbildung Krems - Department für E-Governance in Wirtschaft und Verwaltung.
Seit März 2025 fungiert er in der Hochschulleitung als Vizepräsident für Bildung und Nachhaltigkeit der Hochschule RheinMain.

## Forschung und Transfer
Die Schwerpunkte von Schachtners Forschung und Lehre liegen in den Bereichen Digitalisierung und Innovationsmanagement in der Verwaltung, Smart Cities und Smart Regions, Kompetenzmanagement und Personalentwicklung im öffentlichen Sektor, Künstliche Intelligenz und E-Government sowie Nachhaltigkeitsmanagement. Er ist an der Konzeption von Fort- und Weiterbildungsformaten beteiligt und engagiert sich in verschiedenen Forschungsprojekten und Innovationszirkeln.
Lehrdidaktik erbringt er regelmäßig in den Feldern Projektmanagement, Verwaltungsinformatik, EGovernment, Content- und Wissensmanagement sowie Grundlagen der Betriebswirtschaft.

## Publikationen (Auswahl)
- Zukunftssichernde Verwaltungsmodernisierung durch strategisches Personalmanagement unter Einsatz von Kompetenzmodellierung. Dissertation. Eichstätt 2019.

- Tobias Krause, Christian Schachtner, Basanta E. P. Thapa (Hrsg.): Handbuch Digitalisierung der Verwaltung. 1. Auflage. utb GmbH, Stuttgart, Deutschland 2023, ISBN 978-3-8385-5929-2 (utb.de [abgerufen am 29. Juni 2025]).

- CDOs in the Public Sector – Perspectives of digital Transformation strategies. Springer Cham, London 2024, ISBN 978-3-03154611-2.